# 공범자 (1963년 영화)
"공범자"는 한국에서 제작된 전응주 감독의 1963년 영화이다. 이예춘 등이 주연으로 출연하였고 신상옥 등이 제작에 참여하였다.

## 출연

### 주연
- 이예춘
- 한미자
- 황해
- 한미나

## 기타
- 조명: 김대진
- 미술: 정우택